# Флаг Красноярского края
Флаг Красноя́рского края является государственным символом Красноярского края Российской Федерации.
Флаг утверждён 27 марта 2000 года законом Красноярского края № 10−701 «О флаге Красноярского края».

## Описание
«Флаг Красноярского края представляет собой прямоугольное красное полотнище, посредине флага расположен герб края; высота изображения герба составляет 2/5 высоты полотнища. Отношение ширины полотнища к длине — 2:3».